# John Travers Cornwell
Pour les articles homonymes, voir Cornwell.
John Travers Cornwell (VC, 8 janvier 1900 - 2 juin 1916), communément connu sous le nom de Jack Cornwell ou garçon Cornwell, est connu pour sa bravoure à la bataille du Jutland. À l'âge de seulement 16 ans, il a été décoré à titre posthume la Croix de Victoria, la récompense la plus prestigieuse pour bravoure face à l'ennemi qui peut être accordé aux forces britanniques et du Commonwealth.

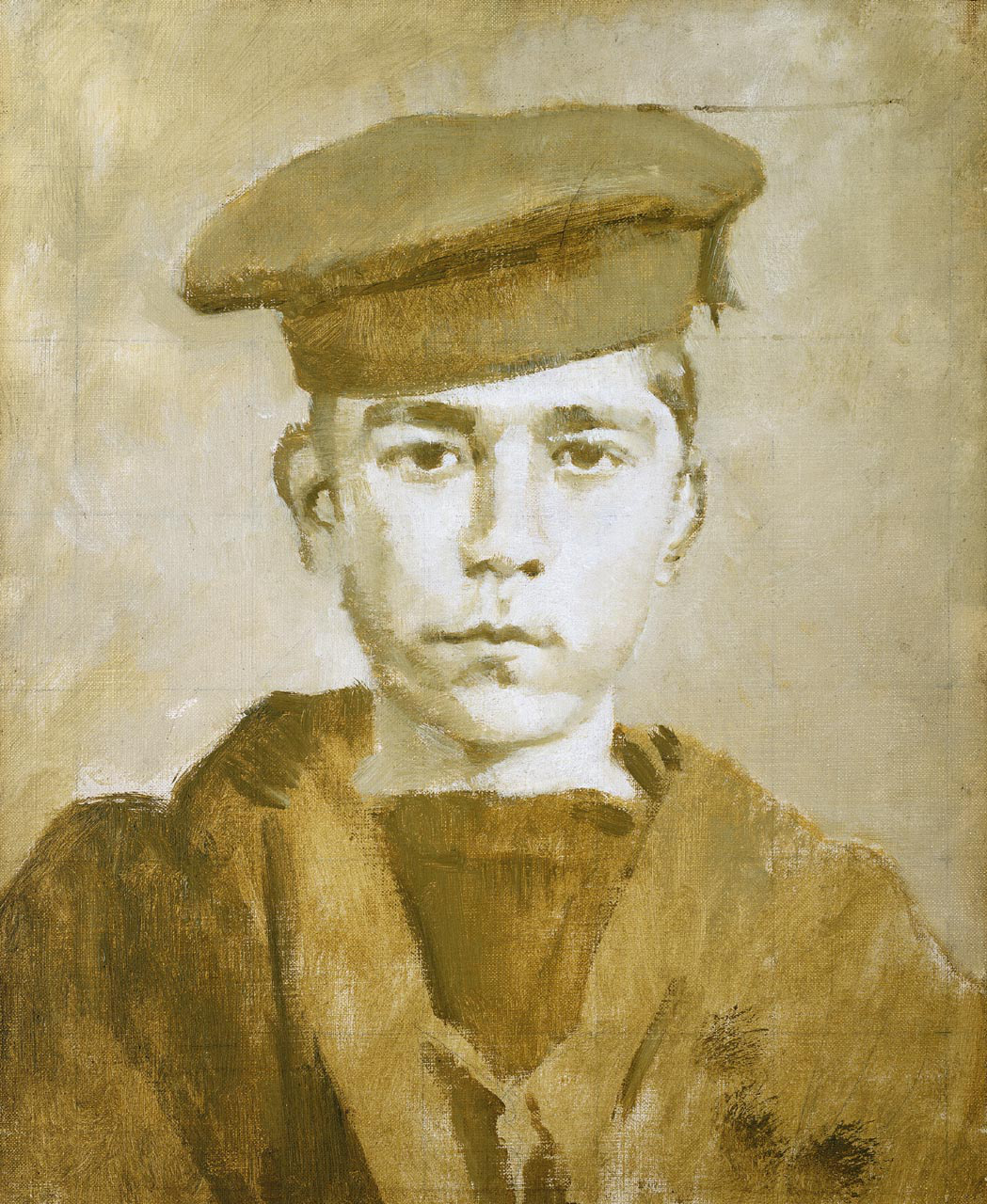
John Travers Cornwell, par Ambrose McEvoy, huile sur toile.